# 金牛座軍事工業
金牛座軍事工業（Taurus Armas SA） 是一家巴西綜合企業，总部位于巴西南里奥格兰德州圣利奥波尔杜。該公司成立于1924年，最初是一家工具和模锻厂，後來成為一家擁有槍支、金属、塑料、防弹衣、头盔和土木工程業務的公司。
截至2020年，美国销售的所有左轮手枪中有41%是金牛座軍事工業出品的左轮手枪。 